# Mesochorus modestus
Mesochorus modestus là một loài tò vò trong họ Ichneumonidae.